# JNZ
JNZ is een historisch merk van motorfietsen en scooters. JNZ staat voor Jawa New Zealand. 

Dit bedrijf uit Nieuw-Zeeland bouwde vanaf 1960 Jawa-motorfietsen en scooters in licentie. 